# 戴维·艾伦
戴维·艾伦（英語：David Allen，1945年12月28日—）是一位美国的效能咨询师，以他的时间管理方法和同名书籍“搞定”（Getting Things Done，英文缩写为“GTD”）闻名。他是《纽约时报》畅销书作者。他的以下书籍在中国大陆出版：

## 著作
- 搞定I:无压工作的艺术，中信出版社（2016）[1]
- 搞定II:提升工作与生活效率的52项原则，中信出版社
- 搞定III:平衡工作与生活的艺术，中信出版社

## 伸延閱讀
- Beardsley, David. (April 1998) "Don't Manage Time, Manage Yourself （页面存档备份，存于）." Fast Company. Issue 14, p. 64.
- Fallows, James. (July/August 2004) "Organize Your Life! （页面存档备份，存于）." Atlantic Monthly. Vol. 294, No. 1, pp. 171–2.
- Wolf, Gary. September 25, 2007 Getting Things Done Guru David Allen and His Cult of Hyperefficiency （页面存档备份，存于） Wired : 15.10

## 外部連結
- The David Allen Company website （页面存档备份，存于）
- Crucial Learning's Getting Things Done course （页面存档备份，存于）